# Cztery Kopce
Cztery Kopce (prononciation : [ˈt͡ʂtɛrɨ ˈkɔpt͡sɛ]) est un village polonais de la gmina de Kozienice dans le powiat de Kozienice de la voïvodie de Mazovie dans le centre-est de la Pologne.

## Histoire
De 1975 à 1998, le village appartenait administrativement à la voïvodie de Radom.